# Saint-Sauveur, Oise
Saint-Sauveur är en kommun i departementet Oise i regionen Hauts-de-France i norra Frankrike. Kommunen ligger i kantonen Compiègne-Sud-Est som tillhör arrondissementet Compiègne. År 2022 hade Saint-Sauveur 1 752 invånare.

## Befolkningsutveckling
Antalet invånare i kommunen Saint-Sauveur
| Referens: INSEE |